# Heizwendelschweißen

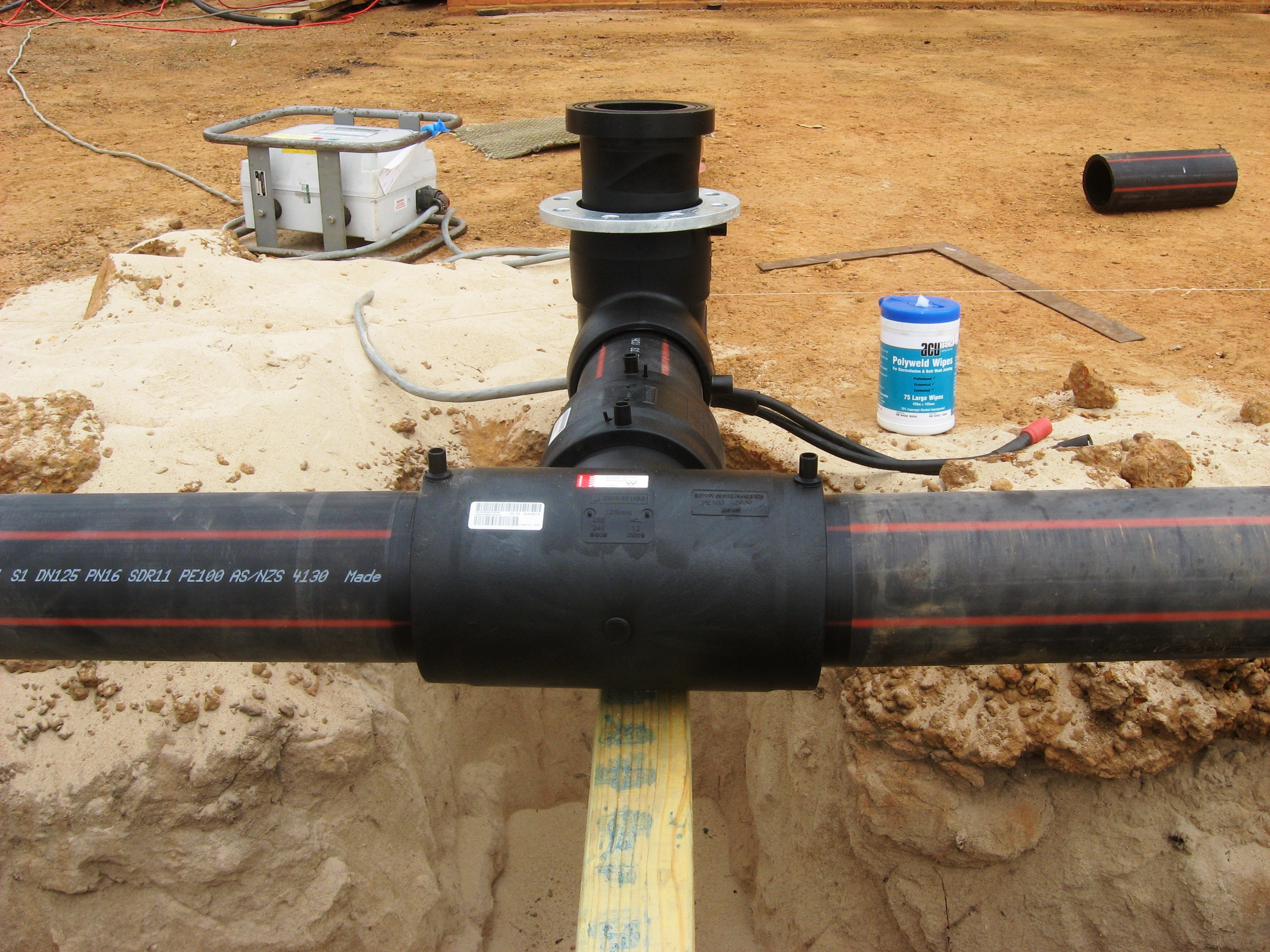
Heizwendelschweißen eines HDPE-Rohrs

Das Heizwendelschweißen (HM) dient dem Verbinden von Kunststoffrohren aus teilkristallinem Thermoplast (zum Beispiel Polyethylen, Polypropylen, Polybuten). Es wird nach Regelwerk DVS 2207 Teil 1 angewandt.

## Ablauf
Die DVS 2207-1 beschreibt den genauen Arbeitsablauf für das Schweißverfahren. Bei diesem Verfahren werden Rohre mittels einer Muffe aus PE (Polyethylen), PP (Polypropylen) oder PB (Polybuten), in der ein Heizwendeldraht eingebettet ist, durch Wärmezufuhr in den thermoplastischen Zustand gebracht. Dabei ist das Material der Muffe immer passend zum Rohrmaterial, da sich unterschiedliche Kunststoffe nicht verschweißen lassen. In diesem thermoplastischen Zustand werden nunmehr die Rohre und die Muffe unter Druck verbunden.

## Anwendung
Das Heizwendelschweißen wird unter anderem in der Gas- und Wasserversorgung angewandt. Kunststoffrohre von einem Durchmesser OD 32 mm bis OD 1200 mm (OD = Outside Diameter) können verschweißt werden. Angewendet wird das Verfahren DVS 2207-1 durch Facharbeiter aus Rohrleitungsbau- und Versorgungsunternehmen und Mitarbeiter mit langjähriger  Berufspraxis im erdverlegten Rohrleitungsbau, die zuvor den DVGW Lehrgang GW 330 abgeschlossen haben.
In Behälterbau, Lüftungsbau, Geothermie, Fernwärmeversorgung sowie im Entsorgungsbereich findet die reine DVS Anwendung. Hier wird bei der DVS 2207-1 noch zusätzlich nach DVS 2212-1 in Untergruppen (UG) unterschieden:
- UG I-9.1 – I-9.2 HM PE-HD (Polyethylen high density)
- UG I-10 HM PP-H; PP-R; PP-B (Polypropylen PP)
- UG I-11 HM PB (Polybuten PB)

## Lizenz
Der Kunststoffschweißer mit der Lizenz DVS 2207-1 mit entsprechender Untergruppe darf nicht im öffentlichen Gas- und Wassernetz schweißen. Dieses ist dem Kunststoffschweißer mit der Lizenz GW 330 vorbehalten.
Die Verlängerungsprüfung nach DVGW GW 330 muss nach einem bzw. drei Jahren durchgeführt werden um weiterhin schweißberechtigt zu sein.
Die Verlängerungsprüfung nach DVS 2207 muss nach einem bzw. zwei Jahren durchgeführt werden um weiterhin schweißberechtigt zu sein.

## Beurteilung
Eine Beurteilung dieser HM-Verbindungen erfolgt nach Regelwerk DVS 2202 Teil l, Bewertungsgruppe I, II oder III.